# Joe Kidd
Pour plus de détails, voir Fiche technique et Distribution.
Joe Kidd est un film américain réalisé par John Sturges, sorti en 1972.

## Synopsis
Dans les années 1900, au Nouveau-Mexique, Joe Kidd, un ancien chasseur de primes fraîchement libéré de prison, est engagé par un puissant propriétaire, Frank Harlan, pour débusquer Luis Chama qui aide les petits propriétaires mexicains face aux colons américains qui s'approprient leurs terres. Dégouté par les méthodes d'Harlan, Kidd passe dans le camp de Chama.

## Fiche technique
- Réalisateur : John Sturges, assisté de James Fargo
- Scénario : Elmore Leonard
- Direction artistique : Alexander Golitzen
- Musique : Lalo Schifrin
- Producteur : Sidney Beckerman
- Régisseur d'extérieurs : Jack N. Young
- Genre : Aventure
- Année : 1972
- Pays :  États-Unis
- Date de sortie en salles : 
  - États-Unis : 14 juillet 1972
  - France : 11 août 1972
- Durée : 84 minutes
- Affiches : Bill Gold (États-Unis), Enzo Nistri (Italie)

## Distribution
- Clint Eastwood (VF : Jean Lagache) : Joe Kidd
- Robert Duvall (VF : Roger Rudel) : Frank Harlan
- John Saxon (VF : Jacques Deschamps) : Luis Chama
- Don Stroud (VF : Jacques Ferrière) : Lamarr Simms
- Stella Garcia (en) (VF : Arlette Thomas) : Helen Sanchez
- James Wainwright (en) (VF : Jean Violette) : Olin Mingo
- Paul Koslo (VF : Philippe Ogouz) : Roy Gannon
- Gregory Walcott (VF : Marcel Bozzuffi) : Shérif Bob Mitchell
- Dick Van Patten (VF : Philippe Dumat) : Le maître d'hôtel
- Lynne Marta (en) (VF : Béatrice Delfe) : Elma
- John Carter (en) (VF : Georges Riquier) : Le juge
- Pepe Hern (VF : Jean-Henri Chambois) : Le prêtre
- Joaquín Martínez (VF : Edmond Bernard) : Manolo

## Production
Eastwood a décidé de produire le film après que Jennings Lang lui a fait lire le scénario du romancier Elmore Leonard, initialement appelé The Sinola Courthouse Raid. Le personnage de Luis Chama est inspiré de Reies Tijerina (en), un partisan de Robert Kennedy qui a pris d'assaut en juin 1967 le palais de justice de Tierra Amarilla, au Nouveau-Mexique, prenant des otages et exigeant la restitution de leurs terres aux Hispaniques.
Le tournage a commencé aux Old Tucson Studios en 1971, où un autre western, de John Huston, sur le juge Roy Bean était également en cours de tournage à l'époque. Des extérieurs ont également été tournés près de June Lake à Bishop, dans le Nevada, et dans le parc national de Yosemite,. Eastwood a été malade pendant le tournage en raison d'une infection des bronches et a eu des crises d'anxiété, ce qui a donné naissance à la légende urbaine selon laquelle il aurait une phobie des chevaux.
Le producteur Robert Daley a plaisanté pendant le tournage, disant que ce serait bien si une locomotive s'encastrait dans le saloon, tout le monde trouvant l'idée excellente, elle a été ajoutée au scénario.